# أنماري رايت
أنّماري رايت (بالإنجليزية: Annemarie Wright)‏ هي فنانة بريطانية، ولدت في 19 يوليو 1979.

## وصلات خارجية
- الموقع الرسمي